# Brachycaudus lucifugus
Brachycaudus lucifugus är en insektsart. Brachycaudus lucifugus ingår i släktet Brachycaudus och familjen långrörsbladlöss. Inga underarter finns listade i Catalogue of Life.